# Övertandläkare
Övertandläkare är en titel för tandläkare som vanligen är specialistutbildade. Områden med övertandläkare är bland annat käkkirurgi, ortodonti, pedodonti, bettfysiologi, parodontologi, oral protetik, endodonti, odontologisk radiologi, och orofacial medicin. 